# True Black Metal
True Black Metal – nurt Heavy Metalu powstały we wczesnych latach 90 XX wieku w wyniku rozpadnięcia się wielu zespołów Death metalowych w Norwegii. Określenie to często jest mylone z True Norwegian Black Metal, które wg twórcy projektu Burzum – Varga Vikernesa są tym samym.
Zapoczątkował on to, co do dziś znamy jako Black metal – riffy w odróżnieniu od death metalu były wolniejsze i bardziej klimatyczne, teksty powiązane z NSBM, oraz wokal z użyciem growlingu w bardzo wysokich tonacjach.
Odróżnia się od standardowego black metalu nie używaniem Blast beatów i różnicą tempa gitary, bardziej duchową melodią i harmonią
Najpopularniejszymi zespołami reprezentującymi ten gatunek są Burzum, (wczesny) Mayhem i (wczesny) Darkthrone

## Dyskografia
- Mayhem – De Mysteris Dom Sathanas
- Burzum – Burzum (album)
- Burzum – Det som engang var
- Burzum – Hvis Lyset Tar Oss
- Burzum – Filosofem
- Burzum – Aske (EP)
- Darkthrone - Under a funeral moon
- Darkthrone – Transilvanian Hunger
- Darkthrone – Panzerfaust